# Bodor András (történész)
Bodor András (írói álneve: Szováti Endre) (Magyarszovát, 1915. augusztus 5. – 1999. október 4.) történész, műfordító, egyetemi tanár.

## Életpályája
Középiskoláit a kolozsvári unitárius kollégiumban végezte, egyetemi tanulmányait Kolozsvárt és Oxfordban. 1943-ban klasszika-filológiából doktorált Kolozsvárt. 1941-től középiskolai tanár, 1947-től a kolozsvári Bolyai Tudományegyetemen mint előadó, majd rendes tanár ókori egyetemes történelmet, latint és görögöt adott elő. 1951 és 1958 között a történelem, ill. történelem-filológia kar dékánja volt, az egyetemek egyesítésével a Babeș-Bolyai Egyetem professzora lett. 1970-től a Társadalmi és Politikai Tudományok Akadémiájának tagja, 1978-tól az Ókortudományi Társaság kolozsvári tagozatának elnöke volt. 1990 után a Bolyai Társaság elnöke és az erdélyi magyar egyetemi oktatás jelentős alakja volt. Nyugdijazását követően betanitó oktatója volt a Történelem Kar alkalmazásában, ahol latin nyelvet tanitott egészen 1999-ben bekövetkezett haláláig.

## Munkássága
Első írása 1937-ben a Keleti Újságban angliai élményeiről számolt be. Tanulmányai és fordításai a Studia Universitatis Babeș-Bolyai, Korunk, Dacia, Dacoromania, Studii și Cercetări de Istorie Veche, Studii Clasice, Acta Musei Napocensis, Sargetia, a budapesti Századok és német, angol folyóiratok hasábjain jelentek meg. Egyetemes ókori problémákkal és főleg a római Dacia gazdasági és társadalmi történetével és művészetével kapcsolatos témákkal foglalkozott, s mint a klasszikus nyelvek, valamint az angol nyelv jó ismerője, az ő fordításában került a magyar olvasók kezébe több görög és római klasszikus író, nemkülönben angol szerző több munkája.
Több tanulmánya eredeti forrásközlésével tűnt fel. Így a Kolozsvárt őrzött Thorockai-kódexből magyarra fordította s történelmi összefüggéseiben mutatta be Paleologus Jakab 1574-ben Kolozsvárt írt tanítását a türelmességről (Korunk 1968/7); egy angliai tanulmányútjáról hazatérve új adatot hozott Decebal dák király haláláról, s közölte a megfelelő értelmezést (Korunk 1971/1); a Dávid Ferenc-évforduló alkalmából lefordította és interpretálta Bod Péter egy 1781-ben Leydenben kiadott munkája Tragoedia Francisci Davidis címet viselő fejezetének egyes részeit (Korunk 1979/10). A Kelemen Lajos-emlékkönyv (Kolozsvár, 1957) egyik szerkesztője, itt közölte Napoca a feliratok tükrében c. tanulmányát; a C. Daicoviciu emlékének szentelt kötetben (Kolozsvár, 1974) Împăratul Caracalla în Dacia c. munkája szerepel. A román nyelvű iskolák számára készült több ókortörténeti, latin és angol líceumi könyvet ültetett át magyarra. Szakmai munkássága közel 400 címet ölel fel. Gazdag szellemi hagyatékának feldolgozása és tanulmányainak, valamint 1915-1959 közötti visszaemlékezéseinek kiadása 2018-ban egy projekt keretén belül indult.

## Művei

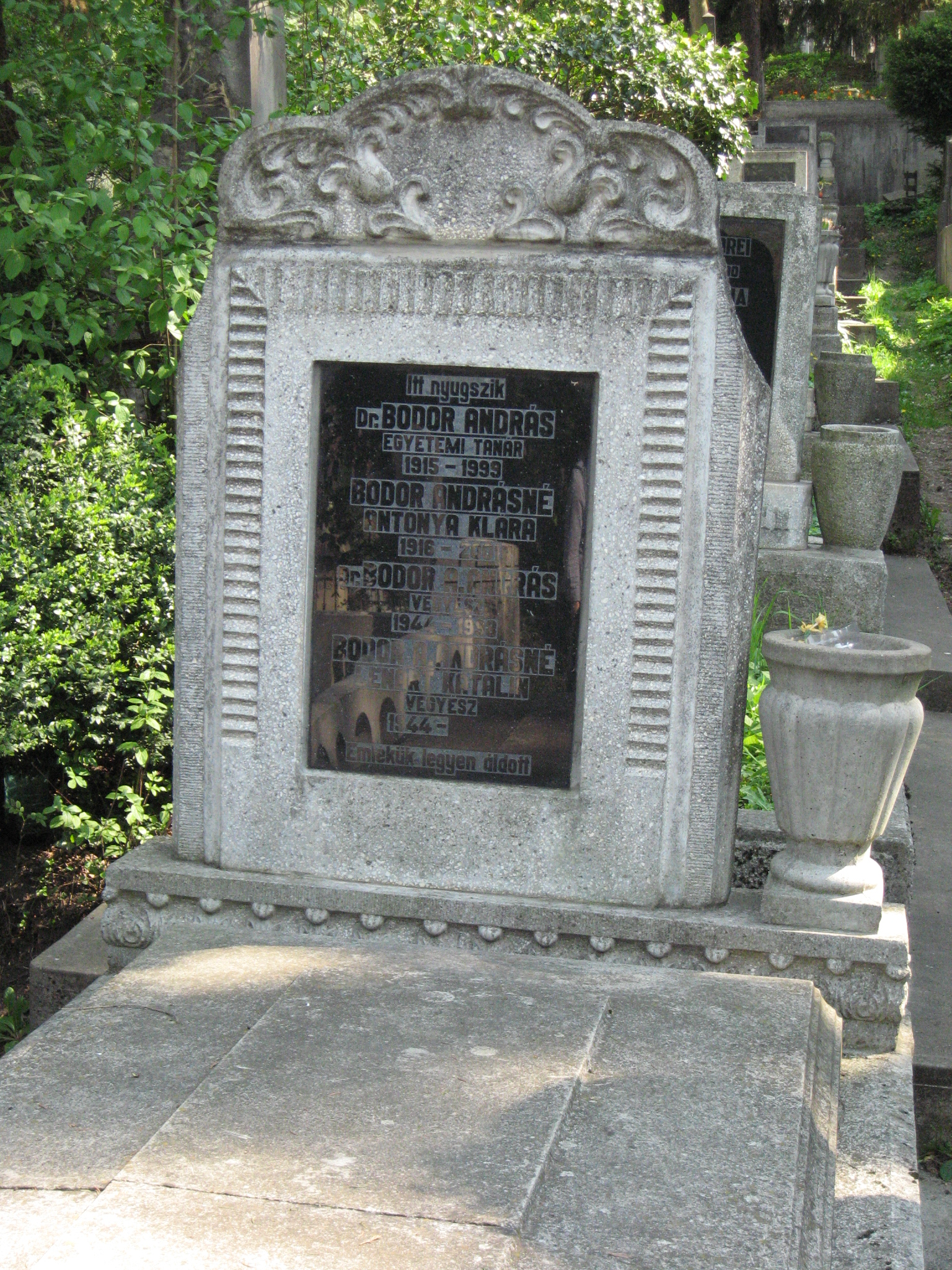
Sírja a Házsongárdi temetőben.

- Egyetemes ókori történet, egyetemi jegyzet, Kolozsvár, 1959
- Prelegeri din istoria universală veche (társszerzők N. Lascu, E. Condurachi, N. Gostar mellett), 1967
- Istoria universală antică și medie, tankönyv, 1973
- Történeti kronológia I-II. (társszerző Csetri Elek), Kriterion Kézikönyvek, 1976

## Fordításai
- Hérakleitosz, (társszerző Szabó György), 1951
- Korai görög materialisták (társszerzők Szabó György és Gálffy Zsigmond), 1952
- Arisztotelész (társszerző Szabó György), 1952
- Leukipposz–Démokritosz (társszerző Szabó György), 1952
- Epikurosz–Lucretius (társszerző Szabó György), 1953
- Morus, Bacon, Hobbes, Locke – az angol materialisták, 1953
- Rotterdami Erasmus: A balgaság dicsérete, 1960
- Aiszóposz meséi, 1970
- Richard de Bury: Philobiblon. A könyvek szeretete, 1971
- Erasmus világa (társszerzők: Dankanits Ádám és Trencsényi-Waldapfel Imre), 1972
- Kőrösi Csoma Sándor: Buddha élete és tanításai, 1972
- Francis Bacon: Új Atlantisz, 1976